# Olga Szergejevna Szavarenszkaja
Olga Szergejevna Szavarenszkaja, Ольга Сергеевна Саваренская, (Leningrád, 1948. január 15. – Szentpétervár, 2000. január 5.) szovjet-orosz díszlet- és jelmeztervező, festőművész, grafikus.

## Élete, munkássága
Apja katonatiszt volt, oktató egy katonai akadémián. Édesanyja mentőorvos volt.
1971-ben diplomázott a leningrádi Állami Színházművészeti Akadémián(ru).
Összesen hetvenkét színházi előadásnak volt tervező képzőművésze Szentpétervár, Moszkva, Petrozavodszk, Arhangelszk, Krasznojarszk, Omszk, Novoszibirszk, és más orosz városok színházaiban, a legjelentősebb színházrendezők mellett is.
Képeit 1972-től kezdve rendszeresen kiállította Szentpétervárott, Moszkvában és Németország különböző városaiban.
Munkái megtalálhatóak Moszkva, Szentpétervár múzeumaiban, magángyűjteményekben – többek között – Németországban és Franciaországban is.
2000-ben rákbetegségben hunyt el. Férje Vagyim Zsuk volt. Gyermekük, Iván, dzsesszzenész.

## Források

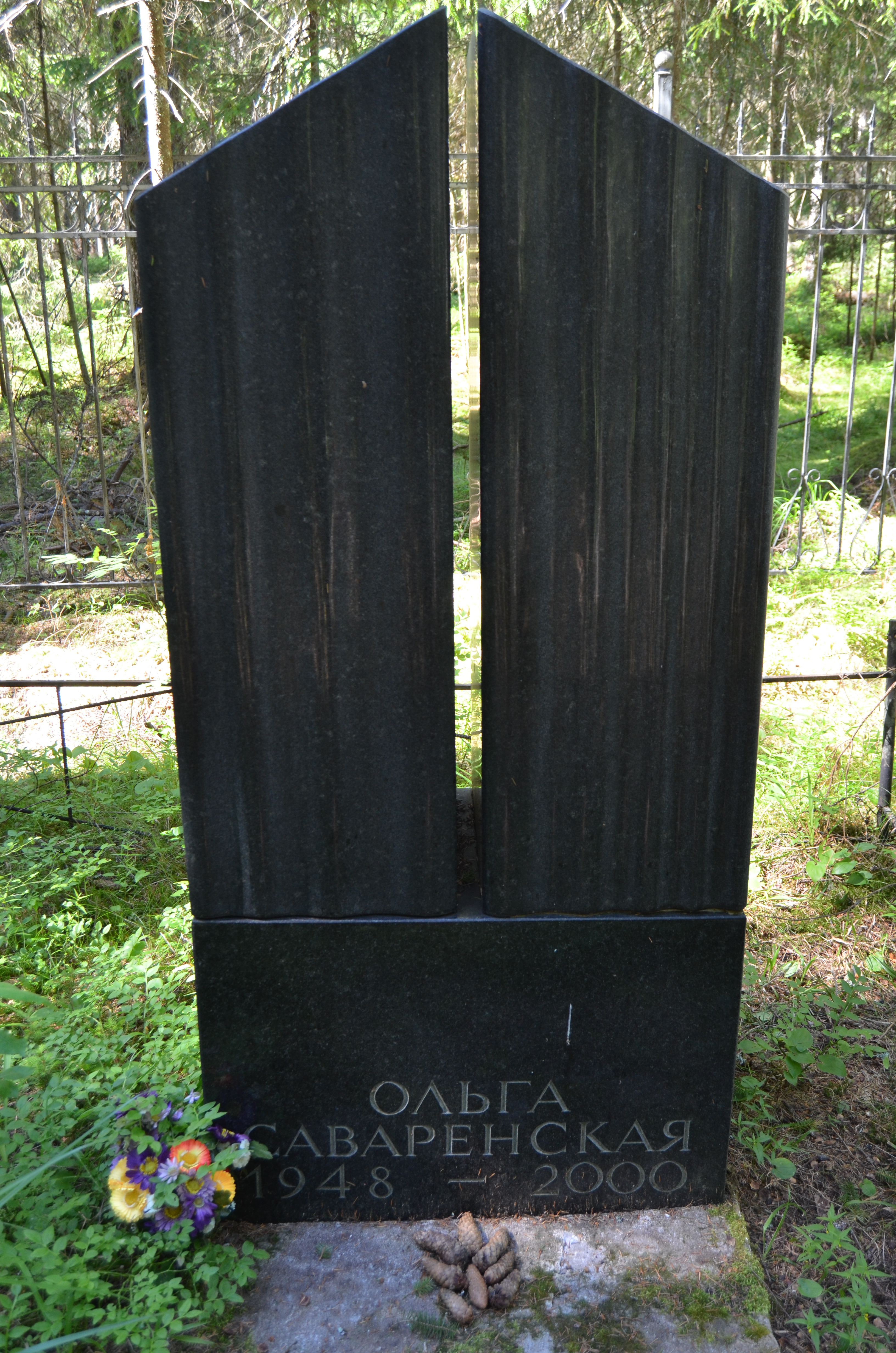